# Comuna de Komarówka Podlaska
Komarówka Podlaska (polaco: Gmina Komarówka Podlaska) é uma gminy (comuna) na Polónia, na voivodia de Lublin e no condado de Radzyński. A sede do condado é a cidade de Komarówka Podlaska.
De acordo com os censos de 2004, a comuna tem 4763 habitantes, com uma densidade 34,6 hab/km².

## Área
Estende-se por uma área de 137,56 km², incluindo:
- área agricola: 72%
- área florestal: 20%

## Demografia
Dados de 30 de Junho 2004:
|                      | Total   | Total | Mulheres | Mulheres | Homens  | Homens |
| -------------------- | ------- | ----- | -------- | -------- | ------- | ------ |
|                      | pessoas | %     | pessoas  | %        | pessoas | %      |
| População            | 12763   | 100   | 2395     | 50,3     | 2368    | 49,7   |
| Densidade (pop./km²) | 34,6    | 100   | 17,4     | 17,4     | 17,2    | 17,2   |

De acordo com dados de 2002, o rendimento médio per capita ascendia a 1298,63 zł.

## Subdivisões
- Brzeziny, Brzozowy Kąt, Derewiczna, Kolembrody, Komarówka Podlaska, Przegaliny Duże, Przegaliny Małe, Walinna, Wiski, Woroniec, Wólka Komarowska, Żelizna, Żulinki.

## Comunas vizinhas
- Drelów, Łomazy, Milanów, Rossosz, Wisznice, Wohyń